# ジャズパー賞
ジャズパー賞（Jazzpar Prize、1990年に設立）は、トランペッターのアーンヴィッド・メイヤー (Arnvid Meyer)によって設立されたデンマークで毎年恒例となったジャズ賞である。受賞者は、国際的に認められたパフォーマーの中から5人の候補者が絞り込まれて選ばれた。受賞者には、200,000デンマーク・クローネと、ヨーアン・ハウゲン・セーレンセンが設計した銅像が贈られた。式典は晩春にコペンハーゲンで開催され、首都でのジャズ活性化週間が始められた。長年のメイン・スポンサーはスカンジナビアン・タバコ・カンパニーであった。スポンサーシップの喪失により、賞は2005年に終了した。アーンヴィッド・メイヤーは、2007年に亡くなった。
候補者は、Filippo Bianchi（雑誌『Musica Jazz』のイタリア人編集者および「Europe Jazz Network」の創設者）、Alex Dutilh（雑誌『Jazzman』のフランス人編集者）、Peter H. Larsen（デンマークのジャーナリスト、編集者、ラジオ・プロデューサー）、Dan Morgenstern（アメリカのジャズ史家、作家、編集者）、Brian Priestley（イギリスの編集者）、Boris Rabinowitsch（デンマークのジャズ批評家）といった、国際的な批評家のパネリストによって選ばれた。

## 歴代受賞者
- 1990年 : ムハル・リチャード・エイブラムス (Muhal Richard Abrams)
- 1991年 : デヴィッド・マレイ (David Murray) - アルバム『The Jazzpar Prize』
- 1992年 : リー・コニッツ (Lee Konitz)
- 1993年 : トミー・フラナガン (Tommy Flanagan) - アルバム『Flanagan's Shenanigans』
- 1994年 : ロイ・ヘインズ (Roy Haynes)
- 1995年 : トニー・コー (Tony Coe)
- 1996年 : ジェリ・アレン (Geri Allen) - アルバム『Some Aspects of Water』
- 1997年 : ジャンゴ・ベイツ (Django Bates)
- 1998年 : ジム・ホール (Jim Hall)
- 1999年 : マーシャル・ソラール (Martial Solal)
- 2000年 : クリス・ポッター (Chris Potter) - アルバム『This Will Be』
- 2001年 : マリリン・マズール (Marilyn Mazur)
- 2002年 : エンリコ・ラヴァ (Enrico Rava)
- 2003年 : アンドリュー・ヒル (Andrew Hill) - アルバム『The Day the World Stood Still』
- 2004年 : アルド・ロマーノ (Aldo Romano)